# Близнец, Степан Прокопьевич
Степан Прокопьевич Близнец (1926-1970) — советский передовик производства, бригадир тракторной бригады колхоза «Память Ленина» Куйтунского района Иркутской области, Герой Социалистического Труда (1966).

## Биография
Родился 31 января 1926 года в деревне Таган, Куйтунского района Иркутской области в крестьянской семье. 
С ранних лет, С. П. Близнец начал свою трудовую деятельность в  колхозе «Память Ленина»  Куйтунского района Иркутской области, с 1942 года в период Великой Отечественной войны после окончания Заларинской механизированной школы начал работать трактористом колхоза «Память Ленина»  Куйтунского района Иркутской области. Позже, в период мобилизации был призван в ряды Рабоче-Крестьянской Красной армии, участник Великой Отечественной войны. 
С 1945 года после окончания войны, был демобилизован из рядов Советской армии и начал работать трактористом колхоза «Память Ленина»  Куйтунского района Иркутской области. В  1956 году окончил Заларинское специальное профессионально-техническое училище. С 1957 года после окончания Московских курсов бригадиров был назначен руководителем тракторной бригады родного колхоза Куйтунского района Иркутской области. 
23 июня 1966 года  Указом Президиума Верховного Совета СССР «за успехи, достигнутые в увеличении производства и заготовок пшеницы, ржи, гречихи, риса, других зерновых и кормовых культур и высокопроизводительном использовании техники»  Степан Прокопьевич Близнец был удостоен звания Героя Социалистического Труда с вручением Ордена Ленина и золотой медали «Серп и Молот».  
Помимо основной деятельности занимался и общественно-политической работой: в 1969 году избирался делегатом Третьего Всесоюзного съезда колхозников. 
Проживал в селе Оек Иркутского района. 
Трагически погиб 14 июня 1970 года. 

## Награды
- Медаль «Серп и Молот» (23.06.1966)
- Орден Ленина (23.06.1966)
- Медали ВДНХ